# Kebede Balcha
Kebede Balcha (Etiopía, 7 de septiembre de 1951-Toronto, Canadá; 10 de julio de 2018) fue un maratonista etíope que llegó a ser subcampeón del mundo en 1983.

## Carrera deportiva
En el Mundial de Helsinki 1983 ganó la medalla de plata en la maratón, recorriendo los 42,195 km en un tiempo de 2:10:27 segundos, llegando a la meta tras el australiano Robert de Castella y por delante del alemán Waldemar Cierpinski.